# Mohammad Reza Rahimi
Mohammad Reza Rahimi (persan : محمدرضا رحيمی, né 
le 11 janvier 1949) est un politique iranien qui a été le cinquième premier vice-président du 13 septembre 2009 au 3 août 2013. Ses postes précédents comprenaient celui de gouverneur de la province du Kurdistan et de vice-président des affaires parlementaires,.Député à l'Assemblée consultative islamique